# Ken Jones (rugby à XV, 1941)
Pour les articles homonymes, voir Ken Jones et Jones.
Pas d'image ? Cliquez ici

a Compétitions nationales et continentales officielles uniquement.

b Matchs officiels uniquement.
David Kenneth Jones, dit Ken Jones, né le 7 août 1941 à Cross Hands et mort le 25 août 2022, est un joueur de rugby à XV gallois qui a joué avec l'équipe du pays de Galles évoluant au poste de trois quart centre.

## Carrière
Il a disputé son premier test match le 20 janvier 1962 contre l'équipe d'Angleterre, et son dernier test match fut contre l'équipe de France, le 26 mars 1966.
Il a disputé six tests matchs avec les Lions britanniques en 1962 et 1966. 

## Palmarès
- Vainqueur du Tournoi des Cinq Nations en 1964 et 1966

## Statistiques en équipe nationale
- 14 sélections en équipe nationale
- 6 points (2 essais)
- Sélections par année : 4 en 1962, 3 en 1963, 3 en 1964, 4 en 1966
- Tournois des Cinq Nations disputés : 1962, 1963, 1964, 1966